# Circuito di Spa-Francorchamps
Il circuito di Spa-Francorchamps è il più antico e famoso autodromo del Belgio. Situato nelle vicinanze di Francorchamps, una cittadina della municipalità di Stavelot ai confini con la municipalità di Spa, nelle Ardenne, il circuito è sede del Gran Premio del Belgio di Formula 1, la cui prima edizione si svolse nel 1924, e inoltre della 24 Ore di Spa e di altre gare del calendario internazionale. Viene spesso indicato da appassionati e addetti ai lavori come "l'università della Formula 1", per la varietà di curve, rettilinei, salite e discese che i piloti affrontano. È il circuito preferito di Kimi Räikkönen e Max Verstappen.

## Storia

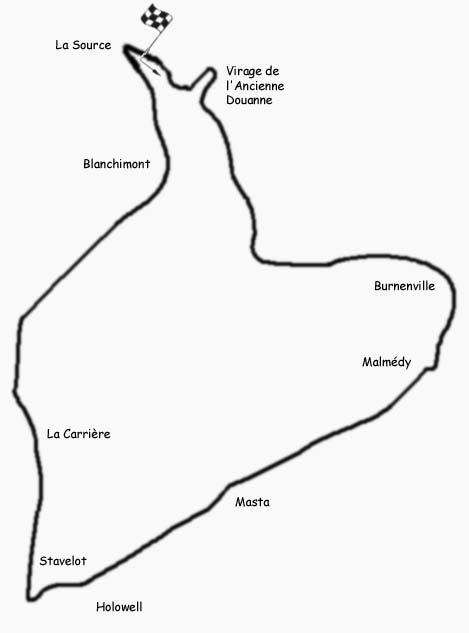
La configurazione originale del tracciato, con la Ancienne Douane e il tornante posto a un incrocio nell'abitato di Stavelot

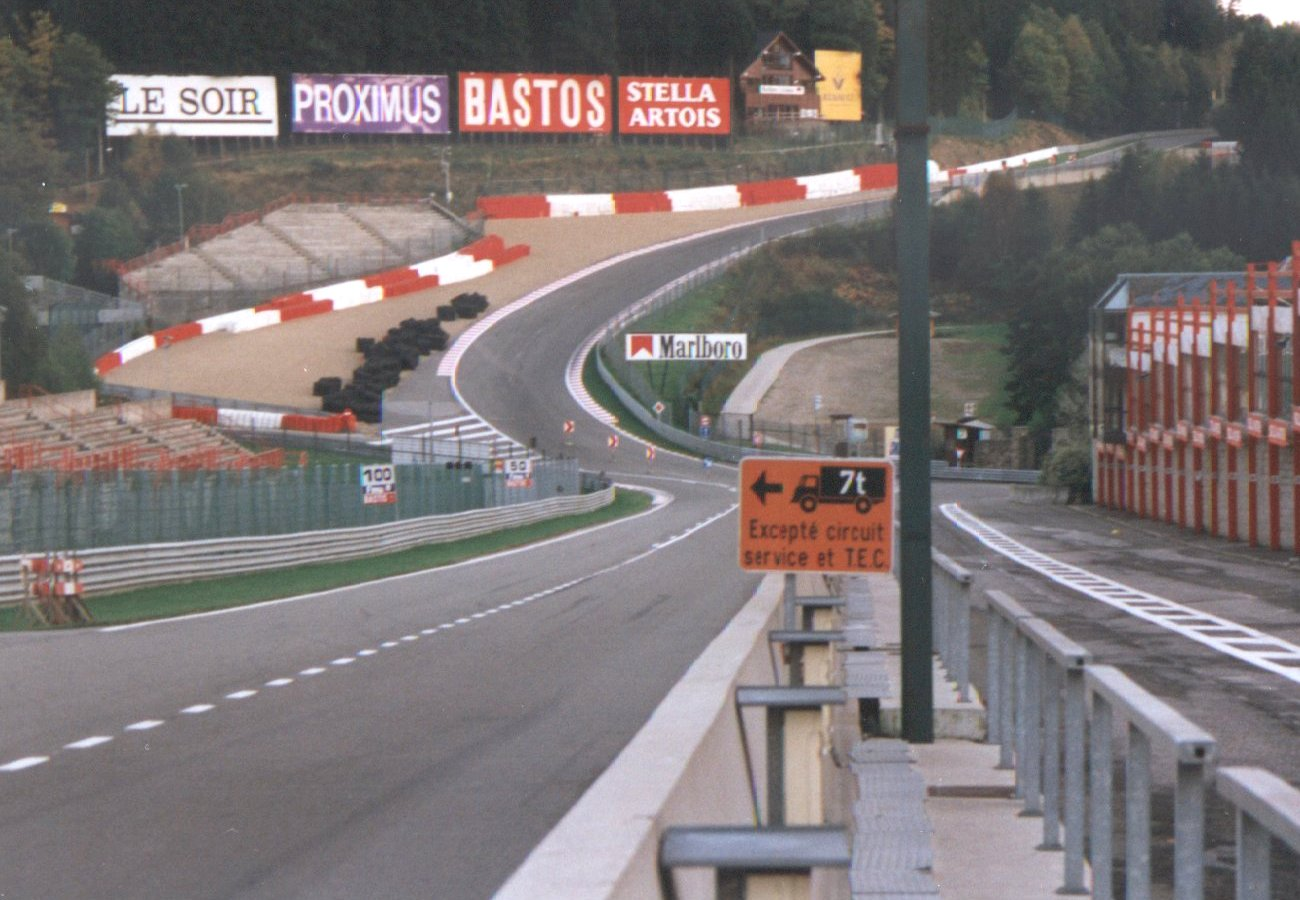
La combinazione di curve Eau Rouge - Raidillon

La storia del circuito di Spa-Francorchamps è lunga e affascinante, ma inizialmente la pista era radicalmente diversa rispetto alla versione attuale.
Il tracciato belga inizia la sua attività già nei primi anni venti ed è ricavato unendo, su progetto di Jules de Their, proprietario del giornale "La Meuse", e del presidente del RACB (Royal Automobile Club Belgium) Henri Langlois Van Ophem, le tre strade statali che collegavano le cittadine di Malmedy, Stavelot e Francorchamps. La prima gara disputatasi sul tracciato si svolse nel 1922 e già nel 1924 si tenne la prima 24 Ore di Spa-Francorchamps, mentre nel 1925 gareggiarono per la prima volta a Spa le vetture di Formula Grand Prix.
Dall'idea degli organizzatori risultava un percorso di forma triangolare di circa 14 km, tra i più lunghi del calendario internazionale, e allo stesso tempo per via dei lunghi tratti rettilinei uno dei più veloci e impegnativi. Una pista in cui i campioni facevano la differenza, soprattutto dopo le modifiche al tracciato di fine anni trenta, realizzate allo scopo di farne una delle piste più veloci d'Europa, in cui tra l'altro venne aggirata la lenta e contorta sezione dell'Ancienne Douane mediante una velocissima e ripida combinazione di curve destra-sinistra in salita (in 240 metri di pista si affronta un dislivello di 24 metri) che sarebbe diventata una delle curve più famose dell'automobilismo mondiale, la Raidillon (in francese: salita ripida), che è conosciuta al grande pubblico degli appassionati insieme alla curva sinistrorsa posta in fondo alla valle dell'Eau Rouge (Acqua rossa, dal nome del fiume che scorre sotto alla curva) e che vi si immette, formando la sezione Eau Rouge-Raidillon che è di frequente ed erroneamente denominata semplicemente Eau Rouge.
La Raidillon non è però l'unica curva "artificiale" creata in questo tracciato naturale: dopo la seconda guerra mondiale, continuando nel loro intento di farne il circuito più veloce d'Europa, gli organizzatori decisero di bypassare il "tornante di Stavelot", posto a un incrocio all'estrema periferia dell'abitato di Stavelot subito dopo la piega di Holowell, una veloce sequenza destra-sinistra alla fine del secondo tratto del rettilineo di Masta. Realizzarono quindi nel 1947 una bretella di raccordo che nasceva alla fine del breve allungo posto nel mezzo del destra-sinistra di Holowell per formare con essa un unico curvone veloce e lievemente soprelevato che si congiungeva al tracciato originale circa trecento metri dopo il "tornante di Stavelot", riducendo così la lunghezza totale del circuito di circa 600 metri.
Dopo la Seconda guerra mondiale, la pista iniziò a ospitare il neonato Campionato mondiale di Formula 1, diventando uno dei banchi di prova più importanti per i piloti della massima categoria automobilistica. Infatti la maggioranza delle curve erano delle vere e proprie sfide da affrontare ogni giro a velocità pazzesche, col risultato di rendere evidente la differenza tra i piloti medi e i campioni. Oltre alle già citate Eau Rouge-Raidillon e Stavelot sono passate alla storia curve come la vecchia Malmedy (una lunga curva a destra in forte discesa, rallentata a partire dal 1970 da una chicane), Masta (la serrata sequenza sinistra-destra da affrontare in pieno in mezzo alle case posta a metà del rettilineo di Masta) e la Blanchimont (che fa parte dell'attuale tracciato). Le alte medie erano grande fonte di rischio per piloti e centauri, così a causa della sua pericolosità, Spa fu teatro di parecchi incidenti, spesso mortali. Nella seconda metà degli anni sessanta la pista fu adeguata, per quanto possibile su un tracciato normalmente adibito alla viabilità ordinaria, ai nuovi standard di sicurezza, ma ciò non bastò a placare le rivendicazioni dei piloti di Formula 1, che con l'avvento degli alettoni dovevano affrontare percorrenze in curva elevatissime. Così, dopo l'edizione del 1970, su pressione del sindacato piloti guidato da Jackie Stewart, si decise di trasferire la prova belga del mondiale a Nivelles prima e a Zolder poi. Nel frattempo, l'autodromo di Spa-Francorchamps continuò a ospitare le altre maggiori categorie automobilistiche (in primis la 1000 km per vetture prototipo e la 24 Ore per vetture turismo) e il Motomondiale (disputatovisi dal 1949 fino al 1990, a eccezione del 1980).

### Il nuovo tracciato

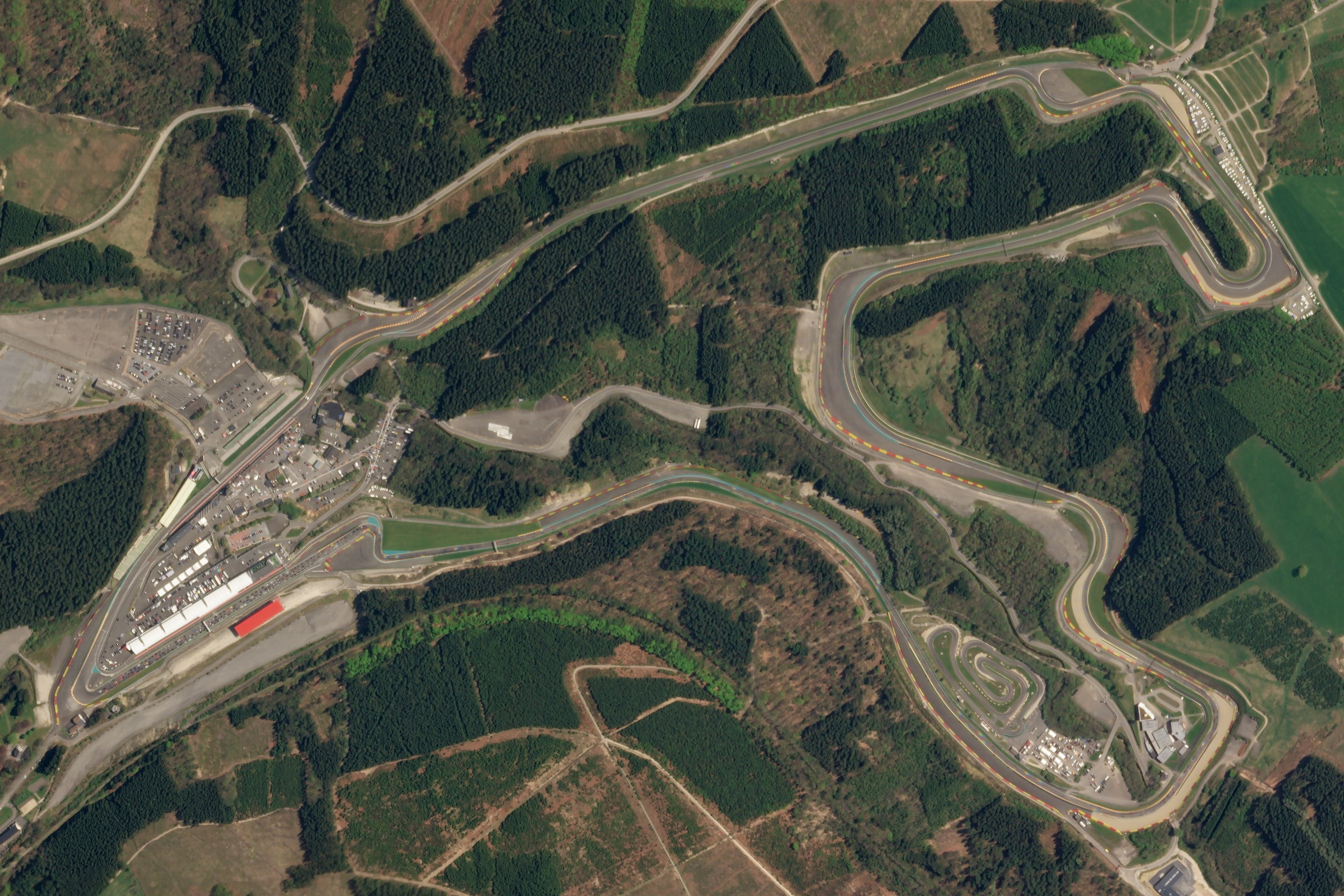
Vista satellitare del tracciato nel 2018

Il logo del circuito

A fine anni settanta la direzione dell'autodromo decise di costruire un nuovo tracciato semipermanente, che continuava a usare i tratti di viabilità ordinaria dalla curva di Blanchimont sino alla fine del rettilineo del Kemmel, uniti dal vecchio tornante de La Source e da una nuova bretella permanente che collegava le altre due estremità rimaste del vecchio tracciato (tuttora esistente in quanto strada statale facente parte della viabilità ordinaria).
La nuova pista lunga poco meno di 7 km venne quindi inaugurata nel 1979 da una travagliatissima edizione del GP motociclistico del Belgio, con l'obiettivo di riportare nelle Ardenne la gara di Formula Uno. Nel 1980 venne inoltre inserita una nuova doppia chicane denominata Bus stop, in quanto situata in prossimità di una fermata degli autobus di linea tra la curva di Blanchimont e il tornante de La Source. In quegli stessi anni, nuovi box per la Formula 1 furono costruiti poco prima di quest'ultima curva, conseguenza della creazione di una linea di partenza per le monoposto della massima categoria automobilistica i cui regolamenti, nel frattempo, richiedevano ai circuiti che la zona di partenza fosse situata in piano (requisito che il vecchio rettilineo dei box di Spa, tuttora in uso per le altre categorie, non possedeva). Il GP del Belgio tornò così a Spa-Francorchamps nel 1983 e poi definitivamente dal 1985.
Ulteriori modifiche furono effettuate al tracciato nel corso degli anni: nel 1994, sull'onda degli incidenti mortali di Roland Ratzenberger e Ayrton Senna (e solo per quell'anno, in quanto l'anno seguente fu ampliata la via di fuga) l'ingresso del Raidillon fu fortemente rallentato per motivi di sicurezza, mentre l'ingresso box fu anticipato prima della chicane Bus stop. Chicane che fu modificata nel 2002 per quel che concerne l'uscita (modifiche che spostarono ancora l'ingresso dei box), e nel 2004 per quel che concerne l'entrata.
In questi anni inoltre sono state ampliate e rimodernate molte vie di fuga (in particolare quella del Raidillon, dove nel 1985 perì Stefan Bellof), è stata spostata l'uscita dei vecchi box e inoltre, grazie alla costruzione di una nuova strada statale che gira intorno al circuito, la pista non è più utilizzata per la viabilità ordinaria (ricostruita ex-novo all'esterno dell'impianto) ed è diventata a tutti gli effetti un tracciato permanente.
Per il 2007 la chicane Bus stop è stata nuovamente modificata. Le modifiche (che, non essendo state tempestive, hanno impedito al circuito di far parte del calendario 2006) hanno riguardato anche il tornante della Source, con conseguente allungamento del rettilineo di partenza, e il completo rifacimento della palazzina dei box, del paddock e della tribuna principale sul rettilineo di partenza. Tali modifiche hanno leggermente allungato il tracciato, che ora è lungo 7,004 km. Oggi Spa-Francorchamps continua a essere uno dei tracciati più belli del calendario, un circuito che, grazie anche alle bizzarrie meteorologiche, ha sempre regalato Gran Premi spettacolari. Il pilota che vi ha vinto più volte è il tedesco Michael Schumacher, con 6 successi.
Per il 2022 il circuito di Spa-Francorchamps è stato sottoposto a un'importante riqualificazione delle strutture di sicurezza, pianificata dalla stagione 2020. Il tratto di pista che caratterizza il complesso dell'Eau Rouge/Radillion, nel primo settore, vede adesso ampliate le vie di fuga, con la ghiaia introdotta al posto dell'asfalto. Le modifiche sono state apportate in risposta a diversi grandi incidenti negli ultimi anni in questa sezione del tracciato, incluso l'incidente mortale occorso al pilota francese di Formula 2 Anthoine Hubert durante la gara della stagione 2019. La ghiaia è ora presente anche in altri punti critici della pista, come alla curva 1 (La Source), alle curve 7, 8 e 9 (Les Combes), alle curve 15 e 16 (Stavelot) e alle curve 17 e 18 (Blanchimont). Nel progetto di riqualificazione è rientrato anche un ampliamento delle tribune per poter ospitare più pubblico all'interno del circuito. Questo ha comportato la distruzione del famoso e caratteristico chalet che dominava il paddock all'Eau Rouge. In questa zona sono state costruite nuove tribune e aree VIP. Inoltre, di fronte ai vecchi box, è stata demolita la tribuna coperta per fare spazio a una nuova. In tutto, il circuito ha aumentato di 13 000 i posti disponibili in tribuna, con un investimento di ristrutturazione di 80 milioni di euro.
Il tracciato è stato interamente riasfaltato, al fine di migliorare gli standard di sicurezza anche per accogliere il ritorno delle competizioni motociclistiche. Alla curva Eau Rouge è stato introdotto un nuovo cordolo con la prima curva della salita verso sinistra ancor meno accentuata rispetto al passato. Una nuova variante verso sinistra potrebbe essere reintrodotta in futuro in base al feedback dei piloti.
Oltre alla Formula 1, il circuito attualmente ospita tutte le maggiori categorie automobilistiche ed è sede della 24 ore di Spa, una delle gare di durata più famose del mondo, in passato riservata a vetture turismo e da qualche anno a quelle Gran turismo, oltre a ospitare la 1000 km di Spa, gara per vetture sport dalla lunga tradizione.
Il record assoluto del circuito è di 1'40"510 stabilito da Oscar Piastri su McLaren nella Qualifica Sprint del Gran Premio del Belgio 2025.

## Mappe del circuito

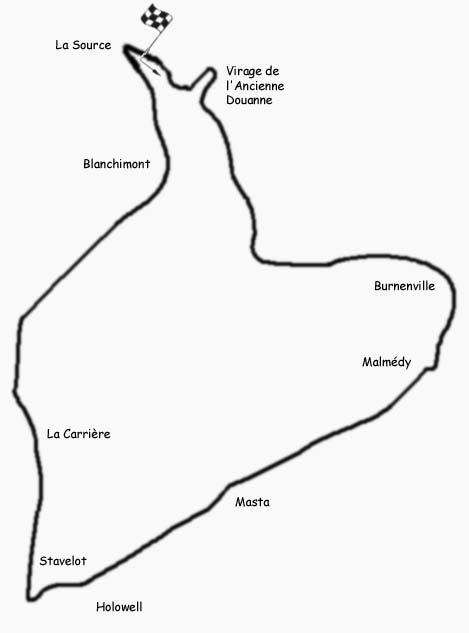
Il circuito originale del 1922.
Il layout del 1994, con l'aggiunta di una chicane per aumentare la sicurezza dopo gli incidenti fatali di Ayrton Senna e Roland Ratzenberger nel Gran Premio di San Marino dello stesso anno.
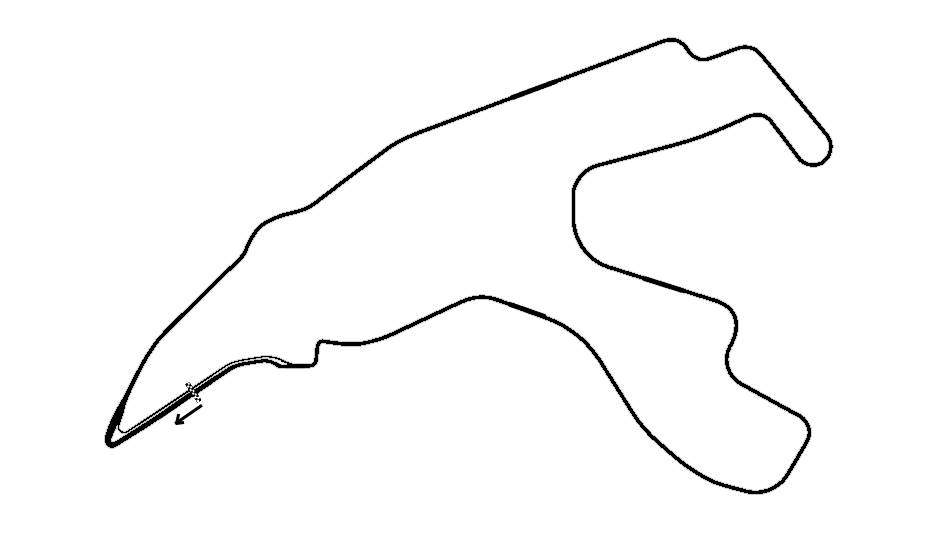
Il layout utilizzato tra il 2004 e il 2006, con la nuova chicane prima del rettilineo di partenza.
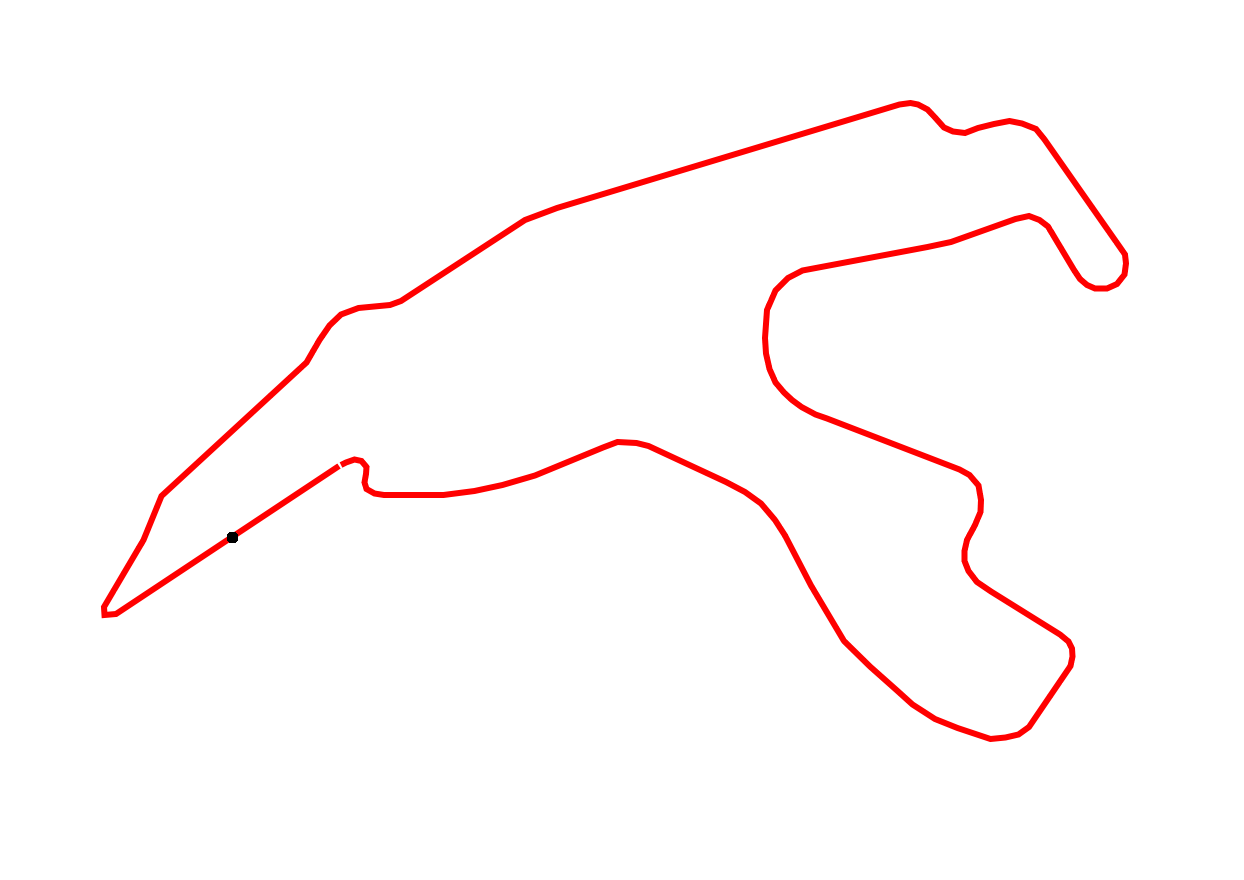
Il layout del 2007 con la chicane finale modificata ulteriormente.
Il layout attuale del circuito.

## Altri eventi
In questo impianto si svolge anche gran parte della SpaItalia, manifestazione automobilistica in onore del made in Italy molto conosciuta in Belgio, Paesi Bassi e Francia.